# Arandis
Arandis era uma cidade céltica da Península Ibérica situada na região do Alentejo. Foi mencionada por Ptolomeu no século II e Plínio, o Velho, um século antes, aludiu ao sítio ao mencionar a tribo que ali residia, os aranditanos. Com base na informação de Plínio, é possível supor que fosse o ópido destes celtas. No Itinerário Antonino e na obra anônima Cosmografia de Ravena, sob o nome de Aranis (Aranni(s)), é dito que estava na via entre Ossónoba (Faro) e Paz Júlia (Beja). Sua identificação ainda é disputada com localidades como Colos, Santa Luzia ou Garvão estando entre as opções já sugeridas.